# Parafia św. Mikołaja w Gierczycach
Parafia świętego Mikołaja w Gierczycach – parafia rzymskokatolicka, znajdująca się w diecezji sandomierskiej, w dekanacie Opatów.